# Мерсед (округ)
Мерсе́д (англ. Merced County) — округ в центральной части штата Калифорния, США. Население округа по данным переписи 2010 года составляет 255 793 человека. Административный центр — город Мерсед.

## История
Округ был образован в 1855 году путём отделения части территории из округа Марипоса. В 1856 году часть территории Мерседа была передана округу Фресно. Получил своё имя по реке Мерсед, которая, в свою очередь, была названа в 1806 году экспедицией, возглавляемой Габриэлем Морагой.

## География
Общая площадь округа равняется 5130 км², из которых 5010 км² составляет суша и 110 км² — водные поверхности.

## Население
По данным переписи 2000 года, население округа составляет 210 554 человека. Плотность населения равняется 42 чел/км². Расовый состав округа включает 56,2 % белых; 3,8 % чёрных или афроамериканцев; 1,2 % коренных американцев; 6,8 % азиатов; 0,2 % выходцев с тихоокеанских островов; 26,1 % представителей других рас и 5,7 % представителей двух и более рас. 45,3 % из всех рас — латиноамериканцы. Для 55,1 % населения родным языком является английский; для 35,3 % — испанский; для 3,2 % — хмонг и для 2,9 % — португальский.
Из 63 815 домохозяйств 45,4 % имеют детей в возрасте до 18 лет, 57,8 % являются супружескими парами, проживающими вместе, 14,1 % являются женщинами, проживающими без мужей, а 22,0 % не имеют семьи. 17,7 % всех домохозяйств состоят из отдельно проживающих лиц, в 7,4 % домохозяйств проживают одинокие люди в возрасте 65 лет и старше. Средний размер домохозяйства составил 3,25, а средний размер семьи — 3,69.
В округе проживает 34,5 % населения в возрасте до 18 лет; 10,3 % от 18 до 24 лет; 27,9 % от 25 до 44 лет; 17,8 % от 45 до 64 лет и 9,5 % в возрасте 65 лет и старше. Средний возраст населения — 29 лет. На каждые 100 женщин приходится 99,3 мужчин. На каждые 100 женщин в возрасте 18 лет и старше приходится 96,6 мужчин.
Средний доход на домашнее хозяйство составил $35 532, а средний доход на семью $38 009. Доход на душу населения равен $14 257.
Динамика численности населения по годам:
| 1950   | 1960   | 1970    | 1980    | 1990    | 2000    | 2010    |
| ------ | ------ | ------- | ------- | ------- | ------- | ------- |
| 69 780 | 90 446 | 104 629 | 134 560 | 178 403 | 210 554 | 255 793 |